# Комплекс карбідної хімії в Гуардо
Комплекс карбідної хімії в Гуардо — колишній виробничий майданчик хімічного спрямування на півночі Іспанії.
Наприкінці XIX — на початку ХХ століть в Іспанії з'явився цілий ряд заводів з виробництва карбіду кальцію, що як джерело ацетилену відігравав важливу роль в індустрії освітлення. Втім, створений дещо пізніше майданчик в Гуардо був присвячений іншому напряму використання ацетилену, який також міг бути базою для широкого спектру хімічних продуктів.
Карбід отримують шляхом плавки вапна з вугіллям в електропечах, тому важливим для успіху проєкту було забезпечення поставок електроенергії, а карбідна промисловість тяжіла до районів першочергового розвитку гідроенергетики. Завод в Гуардо живився від ГЕС Кампорредондо (7,5 МВт, введена в 1932-му), до якої пізніше приєдналась ГЕС La Requejada (5 МВт). Окрім доступу до електроенергії, на вибір майданчика вплинула наявність в околицях високоякісного вапняку та антрацитових шахт, а також доступ до залізниці.
Перша електропіч почала роботу в Гуардо у 1943 році. В подальшому її доповнили іншими і станом на 1954 рік майданчик мав чотири електропечі загальною потужністю 10,2 МВт, які були спроможні продукувати 15 тисяч тонн карбіду кальцію на рік. Далі карбід використовували для продукування ацетилену, який своєю чергою був сировиною для:
- етаналю, який отримують гідратацією ацетилену;
- оцтової кислоти, прекурсором для якої є етаналь;
- етилацетату, що є результатом взаємодії оцтової кислоти та етанолу;
- вінілацетату, для отримання якого використовують взаємодію оцтової кислоти та все того ж ацетилену;
- полівінілового спирту, шлях до якого лежить через полівінілацетат;
- бутанолу, прекурсором для якого також є етаналь.
Запуск виробництва оцтової кислоти річною потужністю 1350 тонн припав на 1952 рік, а станом на 1954-й велось будівництво ліній вінілацетату та його похідних.
Проєкт реалізувала компанія Unión Española de Explosivos (один з найбільших іспанських виробників хімічних продуктів, що вів походження від заснованого Альфредом Нобелем заводу вибухівки у Більбао), яка в 1970-му після злиття з гірничодобувною Compañía Española de Minas de Río Tinto стала частиною Unión Explosivos Río Tinto (ERT).
З плином часу нафтохімія остаточно витіснила вуглехімію. У 1985-му в Гуардо зупинили карбідні печі та всі пов'язані виробництва за виключенням продукування полівінілового спирту, яке продовжувалось з використанням привозного вінлацетату та метанолу. Це тривало до 2008-го, коли майданчик в Гуардо остаточно припинив роботу.
Побічним продуктом виробництва карбіду було гашене вапно, яке майже повністю складалось на розташованому поруч полігоні та в підсумку утворило терикон висотою кілька десятків метрів та завдовжки до двох кілометрів.